# 738
سنة 738 م كانت سنة بسيطة تبدأ يوم الأربعاء (الرابط يظهر نموذج التقويم الكامل للسنة) من التقويم اليولياني. بدأت تسمية السنة ب738 منذ العصور الوسطى المبكرة، عندما أصبح تقويم أنو دوميني هو الأسلوب السائد في أوروبا لتسمية السنوات.

## مواليد
- أبو عبد الله المدني.
- عبيد الله بن أبان بن معاوية.

## وفيات
- هلال بن أحوز من القادة الشجعان المشهورين في الدولة الأموية.
- عائشة بنت موسى زوجة الخليفة الأموي عبد الملك بن مروان.
- أسد بن عبد الله القسري والي خراسان في عهد الدولة الأموية
- حبيب العجمي من أعلام السلف الصالح
- غورك
- يوحنا الديلمي